# Jong Chun-Mi
Jong Chun-Mi (Pionyang, Corea del Norte, 15 de marzo de 1985) es una levantadora de pesas norcoreana, que en la categoría de hasta 58 kg consiguió ser medallista de bronce mundial en 2010.

## Carrera deportiva
En el Campeonato Mundial de 2010 celebrado en Antalya (Turquía) ganó la medalla de bronce en menos de 58 kg levantando un total de 230 kg, siendo superada por la china Deng Wei (oro con 237 kg) y por la bielorrusa Nastassia Novikava (plata con 233 kg).